# Gunbird Special Edition
Gunbird Special Edition (також відома як Gunbird 1 & 2 в Японії) — збірка відеоігор у жанрі «перестріляти всіх» для PlayStation 2, яка включає аркадні версії:
- Psikyo's Gunbird (1994)
- Gunbird 2 (1998)

Gunbird Special Edition розроблена компанією Psyworks і видана Atlus в Японії у 2004 році та Xplosiv в Європі у 2005 році.

## Ігровий процес
Нові функції включають вісім налаштувань складності, можливість налаштування вигляду (у вигляді літер, вертикальний, повноекранний і горизонтальний), а також режим тренування.

## Огляди
Gunbird Special Edition отримала загалом позитивні відгуки. Retro Gamer нагородив її сімома зірками з десяти: «Якщо ви шукаєте гарний олдскульну стрілянку і володієте надлюдськими навичками, то ви захочете показати своїм друзям на що ви здатні тут». NowGamer оцінив гру на 7,7/10: «В обох іграх не бракує ні куль, ні індивідуальності — просто треба бути готовим дивитися крізь застарілі візуальні ефекти». Jeuxvideo.com, однак, був набагато критичнішим до гри; вони оцінили її лише на 9/20 і рекомендували купити Gradius V замість неї.